# استان پیونگان جنوبی (ادعای جمهوری کره)
استان پیونگان جنوبی (به کره‌ای: 평안남도) استان مورد ادعای دولت جمهوری کره در کره شمالی است.
این واحد تقسیماتی، در سئول دفتر و فرماندار و دستگاه‌های حکومتی دارد. هدف از وجود این‌چنین استانِ ادعایی، پیشبرد ادعای دولت جمهوری کره بر کل شبه‌جزیره کره، و آماده داشتن ساختار و نظام قانونی برای اعمال حاکمیت بر این اراضی در صورت اتحاد دو کره تحت تابعیت متلق دولت جمهوری کره می‌باشد. این استان ادعایی در برگیرندهٔ استان پیونگان جنوبی،‌ شهر «تابع مستقیم دولت» پیونگ‌یانگ، و شهر ویژهٔ نامپو می‌باشد. 
استان ادعایی پیونگان جنوبی ۱۴٬۹۴۴ کیلومتر مربع مساحت دارد.